# Ibererblåskade
Ibererblåskade (latin: Cyanopica cooki) er en kragefugl, der lever på den Iberiske Halvø.